# Xèliugui
Xèliugui (en ucraïnès Ше́люги (Xèliugui), en rus Шелюги́ (Xeliuguí)) és un poble d'Ucraïna, al districte de Iàquimivca de la província de Zaporíjia. La seva població en 2001 era de 1362 habitants.

## Geografia
El poble Xèliugui està ubicat entre el riu Màlyi Utliuk i l'estuari de Molotxna, a 3 km del poble Ohrímivca i a 20 km al sud-est de Iàquimivca. El poble es troba enmig de la carretera Т 0820 Iàquimivca - Quirílivca. Paral·lelament a la carretera passa una part del canal de Cakhòvski, construït en els anys 1980 per al reg

## Fotogaleria

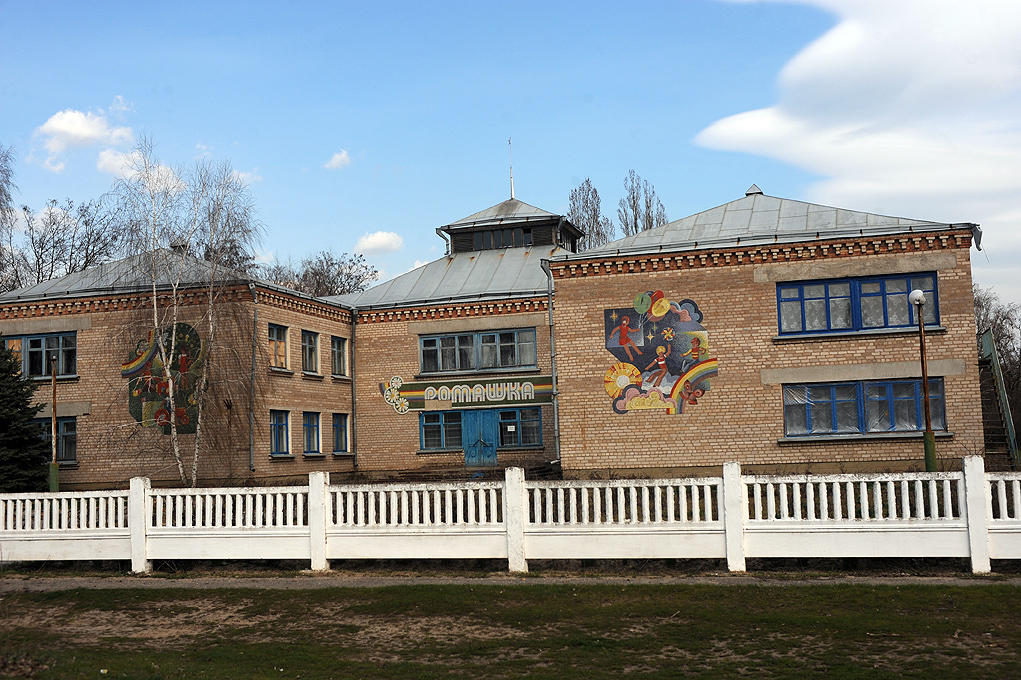
Jardí d'infants «Romaxca» (Camamilla)
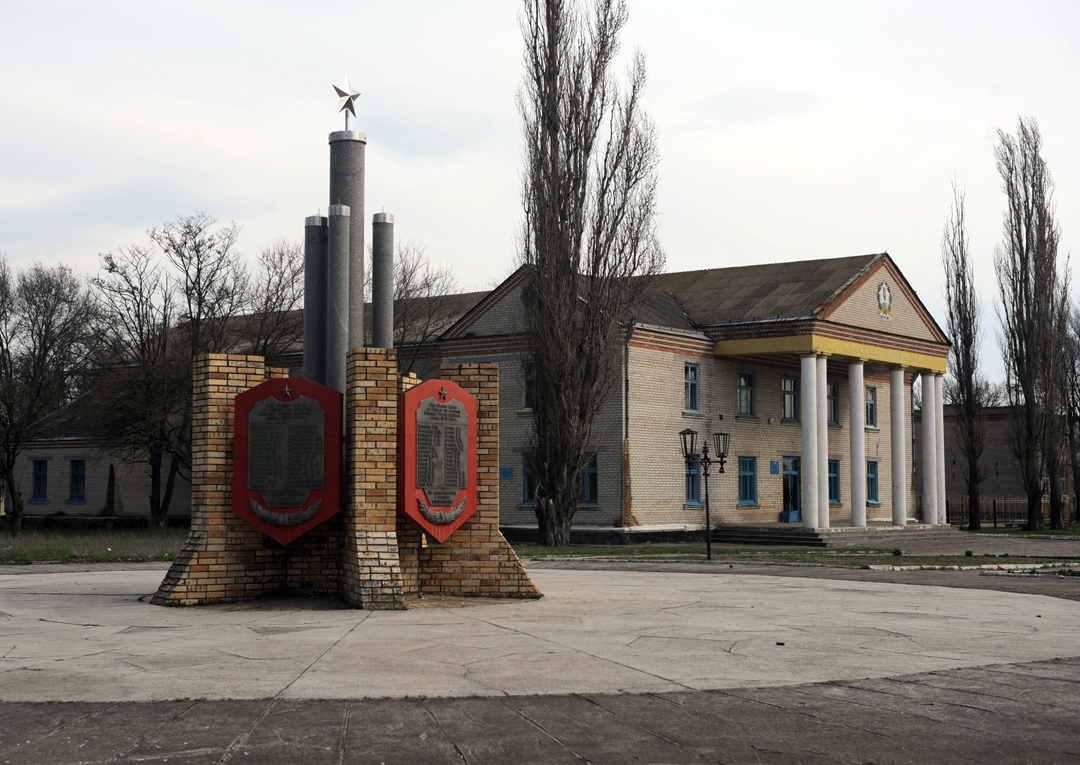
Monument als soldats caiguts, els vilatans al centre de Xèliugui
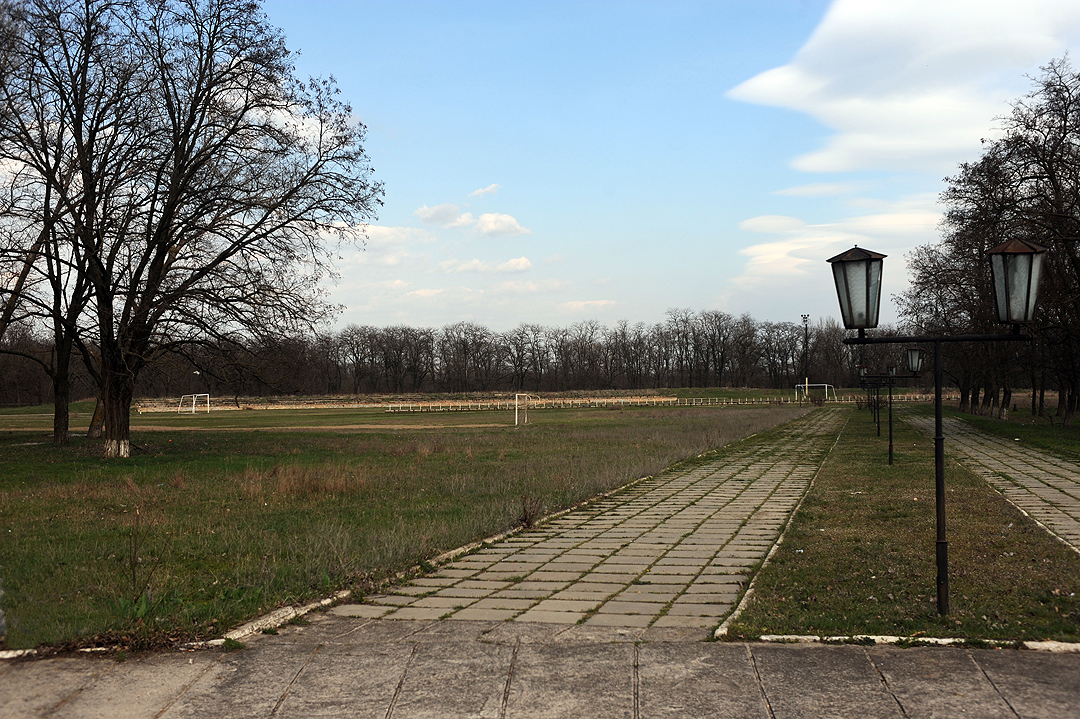
Estadi rural
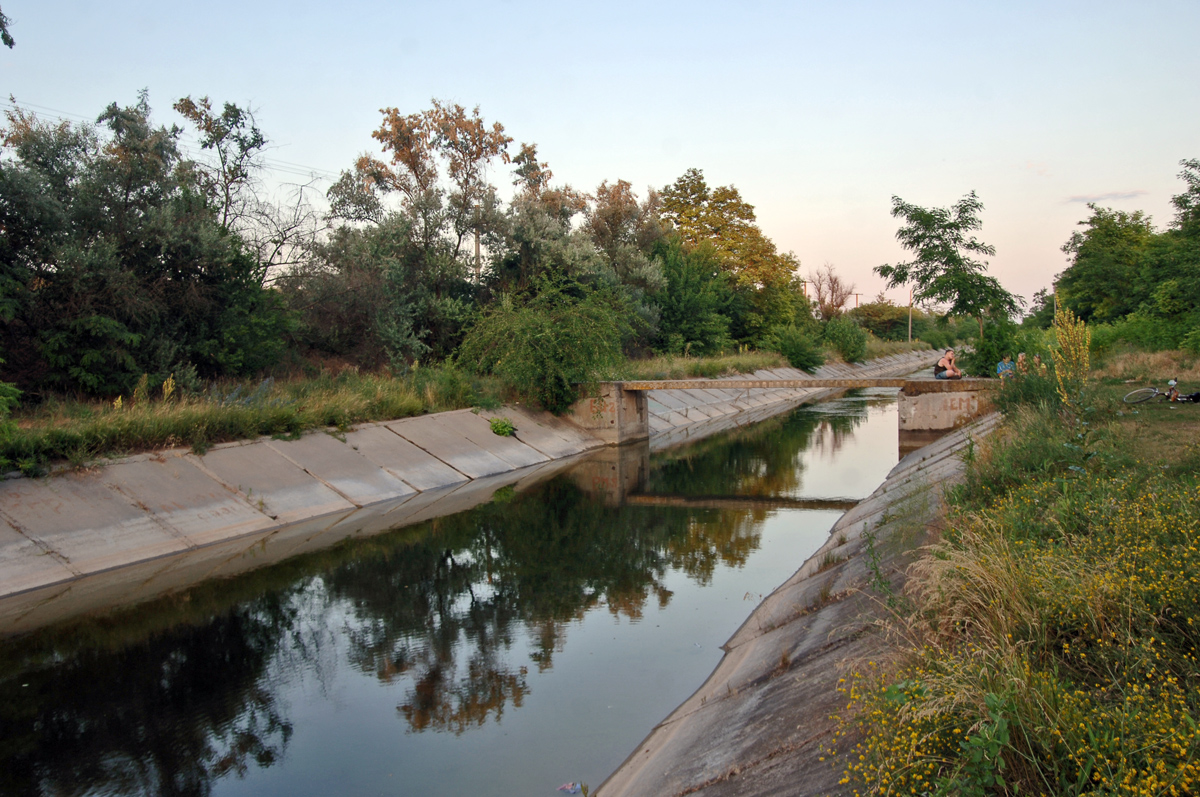
Canal de reg
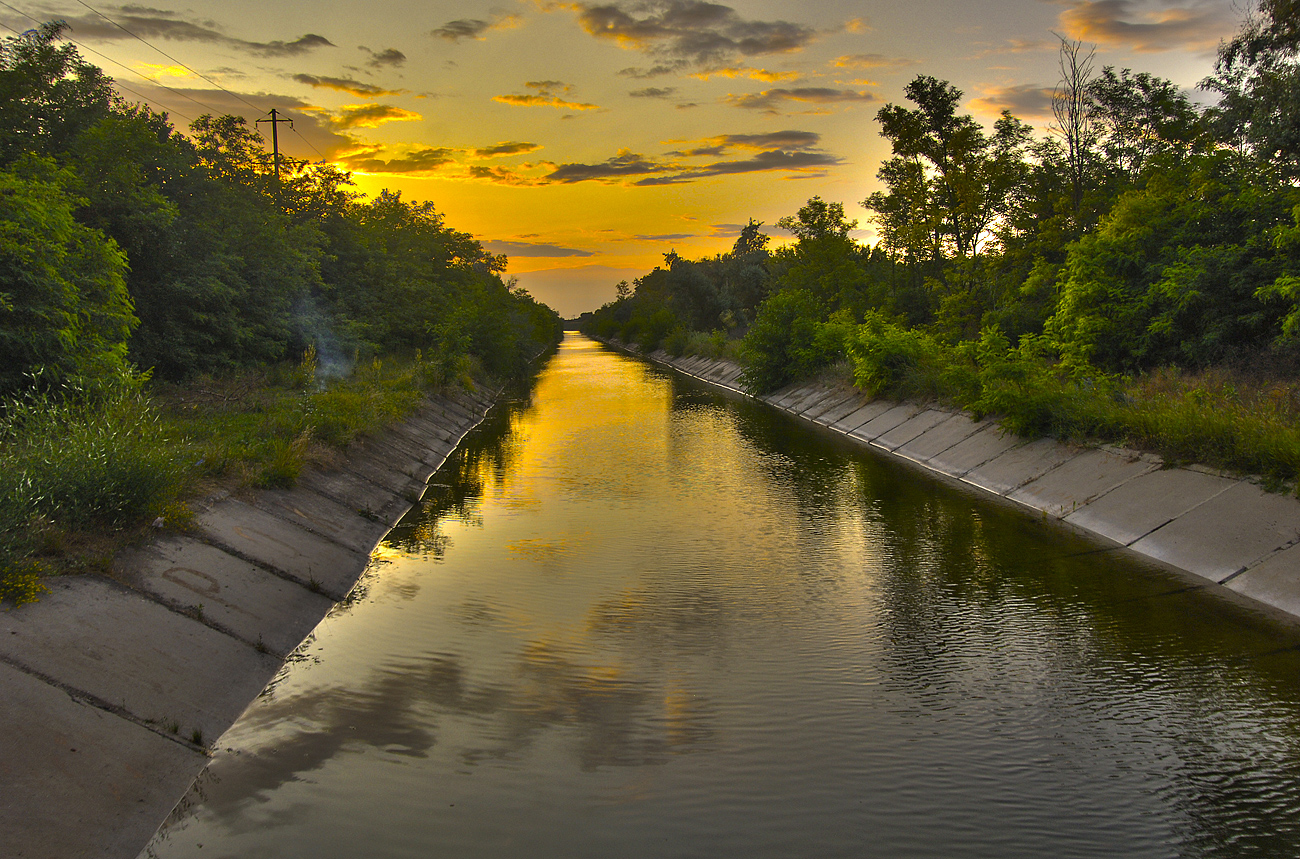
Posta de sol sobre el canal
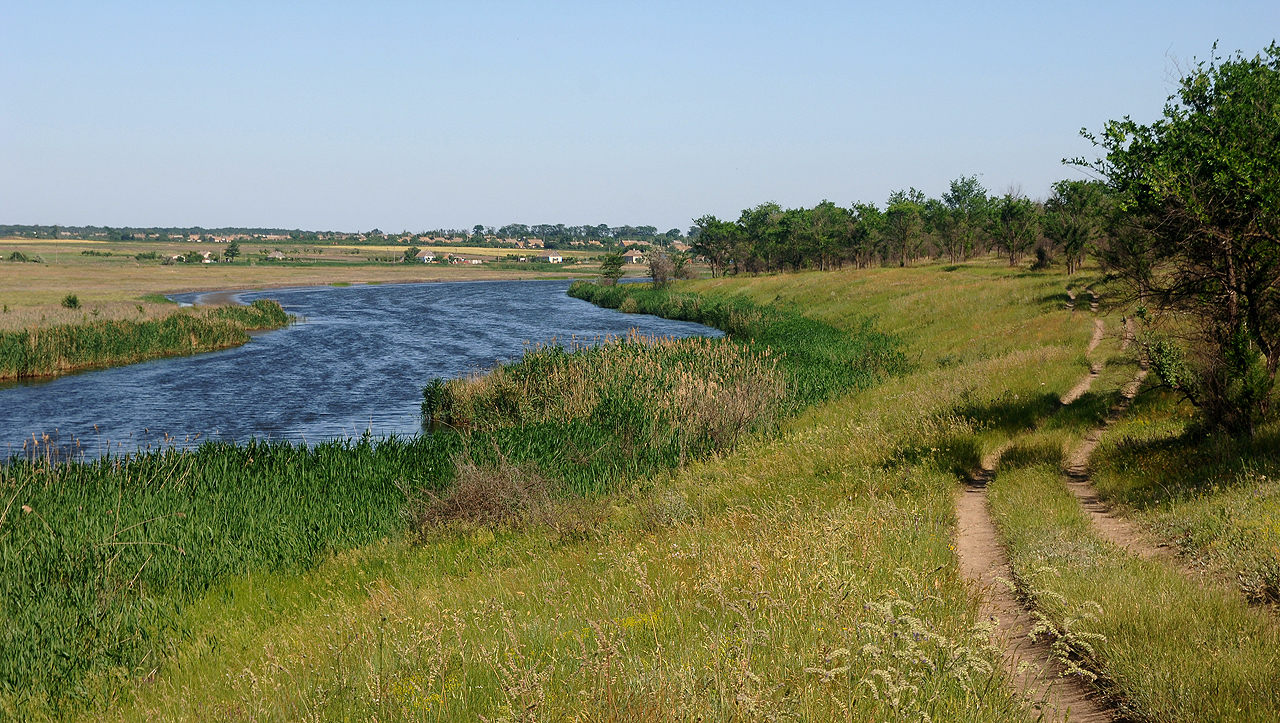
Vista del poble des del riu Màlyi Utliuk